# Bernhard Horst Heise
Bernhard Horst Heise (* 30. Juni 1925 in Nordhausen; † 18. Februar 2015 in München) war ein deutscher Bundesrichter am Bundesfinanzhof in München.

## Leben
Bernhard Horst Heise wuchs in den ehemaligen Ostgebieten auf. Sein älterer Bruder blieb seit dem Zweiten Weltkrieg vermisst. Als junger Soldat war er während des Krieges an der Front eingesetzt. Er heiratete am 22. Juli 1965 in Wuppertal Helga Elsbeth Erika (geborene Schroeder). Da die Ehe kinderlos blieb, adoptierten sie zwei Kinder, eine Tochter und einen Sohn. Die Adoptivtochter verstarb schon im Alter von 27 Jahren, an den Folgen einer Autoimmunerkrankung.
Der studierte Jurist Heise begann seine Karriere am Amtsgericht, bevor er am 1. Juli 1971 seine Amtszeit beim Bundesfinanzhof in München-Bogenhausen begann. Zum 30. Juni 1991 schied er regulär aus dem aktiven Dienst als Bundesrichter a. D. aus. Er hat einige wichtige juristische und gesetzliche Entscheidungen mit auf den Weg gebracht, beziehungsweise an ihnen mitgewirkt.
Zuletzt wohnte Heise in Taufkirchen. Er starb am 18. Februar 2015 im Harlachinger Krankenhaus in München an einer Lungenentzündung in Folge einer Infektion nach einer Oberschenkelhals-Operation. Seine Urne wurde am 3. März 2015 auf dem Gemeindefriedhof Taufkirchen Am Wald im Familiengrab beigesetzt.